# Wojciech Żukrowski

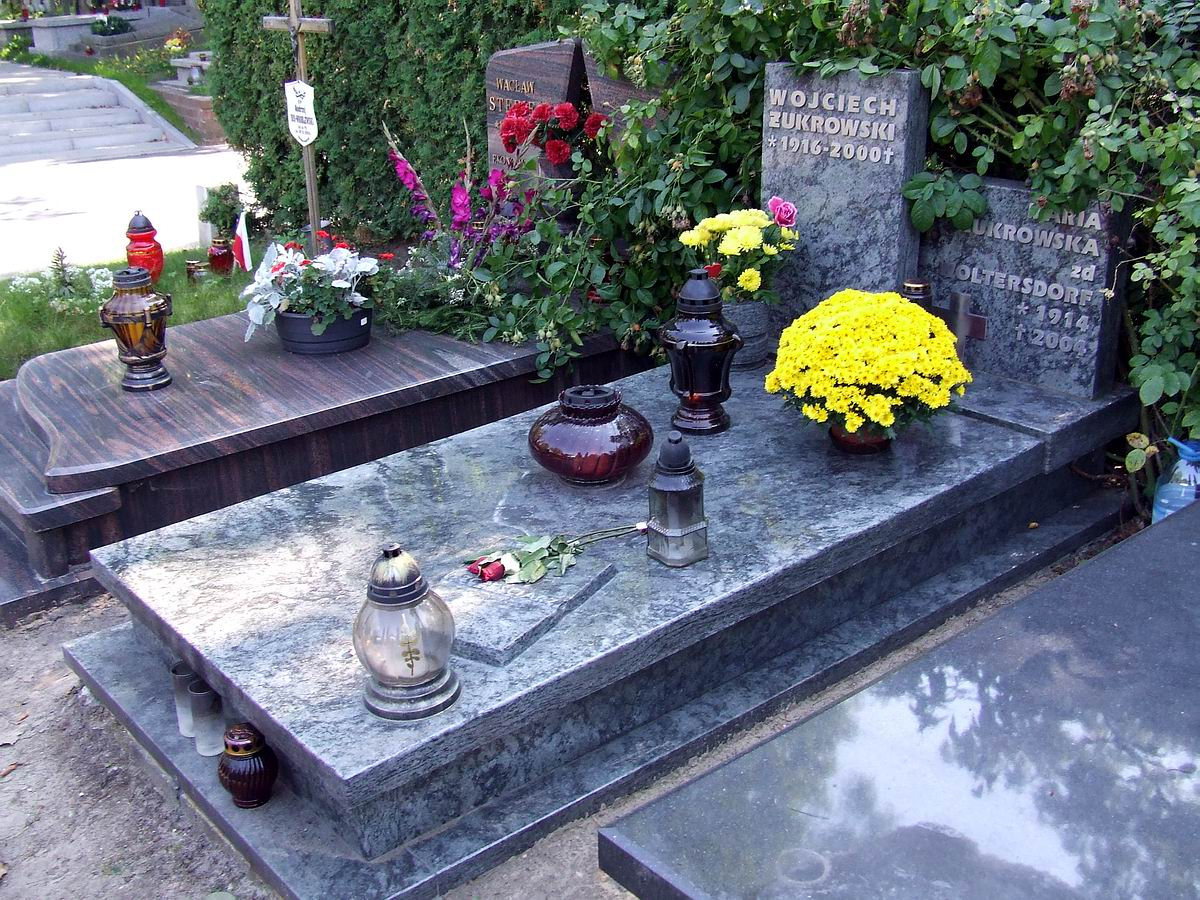
Grób Wojciecha Żukrowskiego na Cmentarzu Wojskowym na Powązkach

Wojciech Żukrowski (ur. 14 kwietnia 1916 w Krakowie, zm. 26 sierpnia 2000 w Warszawie) – polski prozaik, poeta, reportażysta, eseista, krytyk literacki, scenarzysta filmowy, poseł na Sejm PRL VI, VII, VIII i IX kadencji. Budowniczy Polski Ludowej.

## Życiorys
Syn Zygmunta. W 1936 zdał maturę w Gimnazjum Zana w Pruszkowie. W tym samym roku zadebiutował na łamach „Kuźni Młodych” jako prozaik i publicysta. Odbył służbę wojskową we Włodzimierzu Wołyńskim. W 1937 rozpoczął studia na Wydziale Prawa UJ, zgodnie z życzeniem swego ojca, prawnika i ekonomisty, jednak już w 1938 przeniósł się na Wydział Humanistyczny UJ na polonistykę. Po wybuchu wojny kontynuował studia na tajnych kompletach. Po wojnie ukończył filologię polską na Uniwersytecie Wrocławskim. Pracę magisterską napisał pod kierunkiem profesora Tadeusza Mikulskiego (tytuł pracy: Próba systematyki budowy schematów obrazu batalistycznego). Jako poeta zadebiutował w 1941 na łamach konspiracyjnego „Miesięcznika Literackiego”, którego nakładem opublikował swój zbiór wierszy pod tytułem Rdza. Oprócz powieści, opowiadań i utworów poetyckich Wojciech Żukrowski pisał także scenariusze, dialogi do filmów (np. Ogniem i mieczem czy Potop według Henryka Sienkiewicza).
Był uczestnikiem kampanii wrześniowej. W bitwie pod Różanem w 1939 został ranny. W czasie okupacji należał do organizacji konspiracyjnej Unia. Był oficerem AK – walczył w zgrupowaniu „Żelbet” jako dowódca. Działacz podziemia kulturalnego. W latach 1939–1945 pracował w kamieniołomach na Zakrzówku w Krakowie. Wraz z Karolem Wojtyłą pracowali w kamieniołomie Solvay. Przyjaźń z przyszłym papieżem przetrwała aż do śmierci pisarza. Wojciech Żukrowski był na ingresie Jana Pawła II w Rzymie. Prowadzili ożywioną korespondencję. Ostatni list Jana Pawła II jest opublikowany w książce wspomnieniowej o pisarzu wydanej w 2008: Wojciech Żukrowski we wspomnieniach córki i przyjaciół. Podczas pogrzebu na Warszawskich Powązkach ówczesny prezes ZLP, Piotr Kuncewicz, odczytał telegram przesłany na jego ręce przez papieża Jana Pawła II.
W latach 1945–1947 jako oficer ludowego Wojska Polskiego dowodził IV Samodzielnym Batalionem Samochodowym, jednostką specjalną pozostającą do dyspozycji wojewody katowickiego, generała Aleksandra Zawadzkiego. Fabularną wersję wydarzeń tego okresu przedstawiał Żukrowski w powieści Skąpani w ogniu (1961, ekranizacja 1963), a wspomnienia z tego okresu można znaleźć w książce Zsyp ze śmietnika pamięci (wyd. 2002). Uczestniczył w zwalczaniu oddziałów Werwolfu w lasach koło Prudnika. Po ujawnieniu AK-owskiej przeszłości został wydalony z wojska i zdegradowany. W 1947 przeniósł się z żoną, którą poślubił w 1945, do Wrocławia. W 1951 przeprowadził się do Warszawy, na odbudowany po wojnie Mariensztat. W latach 1953–1954 przebywał w Wietnamie i Chinach jako korespondent wojenny.

W okresie 1953–1956 jego książki były na indeksie jako katolickie i reprezentujące nurty burżuazyjne; nie wznawiano Porwania w Tiutiurlistanie i Piórkiem flaminga. Krytyk literacki Lesław Bartelski opisał ten okres następująco: 

W 1952 roku Wojciech Żukrowski przeniósł się na stałe do Warszawy. Opuszczał Wrocław, gdzie ukończył studia i gdzie powstało sporo jego dzieł. Nie mógł tam dłużej mieszkać, gdy przestało wychodzić tak pożyteczne czasopismo, jak Zeszyty Wrocławskie, które gromadziło wokół siebie miejscowych pisarzy, w tym autora Z kraju milczenia. Pisywał w nim Żukrowski recenzje, publikował opowiadania. Znalazł się w trudnym początkowo położeniu. Zmiany w polityce kulturalnej, jakie proklamowano na szczecińskim zjeździe Związku Literatów w styczniu 1949, nie sprzyjały pisarstwu autora Piórkiem flaminga. Nie wznawiano jego książek, nawet Tiutiurlistanu, a prywatne firmy wydawnicze, publikujące dotychczas jego utwory, zostały zlikwidowane. Żył więc z wieczorów autorskich i zaliczek na przyszłe książki, które dopiero pisał. Ambicją niektórych wydawców było ukazanie publiczności „nowego Żukrowskiego”, pogodzonego z obowiązującym nurtem realizmu socjalistycznego, piewcy ówczesnej rzeczywistości.

W latach 1956–1959 pracował jako radca ambasady PRL w Nowym Delhi w Indiach. Beletrystycznie przedstawił ten pobyt w powieści politycznej Kamienne tablice oraz opowiadaniach humorystycznych Wędrówki z moim Guru. W 1961 przebywał w Laosie. Rezultatem pobytu jest reportaż pt. W królestwie miliona słoni.
Był długoletnim felietonistą miesięcznika „Widnokręgi”, recenzentem i komentatorem piszącym do dwutygodnika „Nowe Książki”, publikował także na łamach tygodnika „Świat”. Był działaczem Ogólnopolskiego Komitetu Pokoju, w latach 1982–1988 przewodniczący polskiej sekcji IBBY (International Board of Books for Young People). W latach 1986–1989 pełnił funkcję prezesa Związku Literatów Polskich, członek PEN Clubu.
W 1964 podpisał list pisarzy polskich, protestujących przeciwko listowi 34, wyrażając protest przeciwko uprawianej na łamach prasy zachodniej oraz na falach dywersyjnej rozgłośni radiowej Wolnej Europy, zorganizowanej kampanii, oczerniającej Polskę Ludową. W 1968 członek Ogólnopolskiego Komitetu Frontu Jedności Narodu oraz Komitetu Honorowego obchodów 500. rocznicy urodzin Mikołaja Kopernika.
W latach 1972–1989 był posłem na Sejm z okręgu Chorzów (bezpartyjny). W latach 1983–1989 był przewodniczącym Krajowej Rady Towarzystwa Przyjaźni Polsko-Radzieckiej. Wieloletni członek Rady Naczelnej oraz Zarządu Głównego organizacji kombatanckiej ZBoWiD. W 1983 został także członkiem Rady Krajowej PRON. W maju 1985 powołany w skład prezydium Rady Naczelnej ZBoWiD. W latach 1988–1990 członek Rady Ochrony Pamięci Walk i Męczeństwa. Był także członkiem Ogólnopolskiego Komitetu Grunwaldzkiego (1986–1989), członkiem Społecznego Komitetu Odnowy Starego Miasta Zamościa (1986–1988) oraz członkiem prezydium Rady Obywatelskiej Budowy Pomnika Szpitala Centrum Zdrowia Matki Polki (1983–1988). 
Nigdy nie miał posady oprócz krótkiego epizodu w AL (który zacierał przeszłość w AK i uchronił go przed więzieniem) i pracy w ambasadzie w Nowym Delhi 1956–1959 (Patrz: W. Żukrowski: Zsyp ze śmietnika pamięci).
W 1981 jednoznacznie i publicznie poparł generała Wojciecha Jaruzelskiego i wprowadzenie stanu wojennego. W środowiskach warszawskiej solidarnościowej inteligencji organizowano wtedy akcje protestacyjne i zwracano Wojciechowi Żukrowskiemu jego książki.

## Życie prywatne
Syn Zygmunta. Od września 1945 był żonaty z Marią z domu Woltersdorf. Jego córką jest Katarzyna Żukrowska – ekonomistka, politolog, specjalistka stosunków międzynarodowych. Interesowała go różna tematyka począwszy od historii sztuki, przez filozofię, po eseje, biografie, opowieści niesamowite, poezję, powieści. Czytał z zainteresowaniem o nowych odkryciach w nauce, zwłaszcza w naukach przyrodniczych i medycznych. Interesował się zjawiskami paranormalnymi. Zapytany o hobby na ogół odpowiadał: podróże, dobre kino, książka.

Środowisko znajomych i osób ideowo bliskich poglądom Wojciecha Żukrowskiego zmieniało się w sposób naturalny wraz z jego przeprowadzkami. Podczas studiów 

...nawiązał Żukrowski kontakt z grupą poetycką, do której należeli między innymi Tadeusz Hołuj, Tadeusz Kwiatkowski, Jerzy Lau i Stanisław Pagaczewski. Przyjaźnił się z aktorką Haliną Królikiewicz (Kwiatkowską) i malarką Janiną Garycką. Poznał wówczas Leona Kruczkowskiego, Adama Polewkę oraz Ignacego Fika. Największą fascynacją Żukrowskiego była w tym okresie – jak to sam podkreślał – twórczość i osobowość Karola Ludwika Konińskiego. Bliski mu był także Tadeusz Kudliński – naukowiec i pisarz w jednej osobie. Pozostawał również pod wpływem Aleksandra Gałuszki, dość znanego w okresie międzywojennym poety i redaktora krakowskiej „Gazety Literackiej”, zresztą spokrewnionego z Żukrowskim. Życie literackie i naukowe w Krakowie było wówczas bogate. Odbywały się wieczory autorskie młodych poetów, ożywione zebrania dyskusyjne i biesiady artystyczne. Wojciech Żukrowski zbliżył się do grupy radykalnych społecznie katolików z „Odrodzenia”. Działali tam między innymi Henryk Dembiński, Jerzy Turowicz i Tadeusz Ulewicz. Poczuwał się do związków ideowych z tą grupą (z której po wojnie wyłoniło się, w pewnym sensie przynajmniej, środowisko krakowskiego „Tygodnika Powszechnego”) aż do końca lat czterdziestych.

Epizod Śląski w życiu Żukrowskiego to także udział w tamtejszym, dość bujnym wówczas życiu literackim. Wychodził w Katowicach bardzo dobry tygodnik o znaczeniu ogólnopolskim pod tytułem „Odra” (1945–1950), poświęcony przede wszystkim problematyce Ziem Odzyskanych i propagujący – by tak rzec – piastowski model polskiej myśli politycznej i historycznej... Pisarz odnowił dawne przyjaźnie literackie, między innymi z redaktorem naczelnym „Odry” Wilhelmem Szewczykiem, nawiązał i nowe – z Aleksandrem Baumgardtenem i Janem Brzozą.

We Wrocławiu Wojciech Żukrowski poznał nowych ludzi. Interesujące jest to, że przeprowadzki nie przeszkodziły mu utrzymywać przyjaźni z osobami z miast, które „porzucał”. Do miast tych wielokrotnie powracał, nawet po osiedleniu się na stałe w Warszawie, a z przyjaciółmi utrzymywał ścisłe, choć nie zawsze regularne kontakty. Świadczy o tym jego korespondencja, w której komentuje bieżące wydarzenia polityczne, nowe książki, czy opowiada, nad czym aktualnie pracuje. We Wrocławiu grono znajomych Żukrowskiego poszerzyło się o nowe osoby. 

Nie tylko środowisko naukowe, ale i artystyczne ówczesnego Wrocławia było zróżnicowane. Żukrowski domek na przedmieściu Wrocławia dzielił z Julianem Lewańskim. Tutaj też nawiązał długoletnią i serdeczną przyjaźń ze znaną pisarką Anną Kowalską. W jej domu spotkał się po raz pierwszy z Marią Dąbrowską i Stanisławem Stempowskim, a znajomość ta przerodziła się w wielką przyjaźń osobistą i literacką, trwającą wiele lat, aż do śmierci pisarki”.

W okresie warszawskim przyjaźnił się z Edmundem Janem Osmańczykiem i jego żoną Jolantą Klimowicz-Osmańczyk, Witoldem Balickim i jego żoną Reną, Ryszardem Frelkiem (którego poznał jako młodego dziennikarza w Indiach), Janem Lisem i jego żoną Danutą, księdzem-poetą Janem Twardowskim, socjologiem Janem Szczepańskim czy malarzami Tadeuszem Kulisiewiczem i jego żoną Barbarą oraz Bronisławem Linke i jego żoną Anną.
Związany był z miastami, w których mieszkał: Krakowem, Wrocławiem, Katowicami i Warszawą, gdzie mieszkał najdłużej i zmarł. Pochowany wraz z żoną na cmentarzu Wojskowym na Powązkach w Warszawie (kwatera A3-tuje-3-50). 

## Opinie o pisarzu i jego twórczości
Lesław Bartelski w publikacji pt. Żukrowski (1970) przedstawia ważniejsze utwory, kompletną bibliografię i tłumaczenia prozy W. Żukrowskiego. Zygmunt Lichniak przedstawia literaturę Żukrowskiego w kolejnych monografiach Obrachunki ze współczesnością (1955) oraz Dookoła Wojtka (1963). Kazimierz Wyka pisał o Żukrowskim w swym „Pograniczu powieści” (1948), a R. Matuszewski w Literaturze po wojnie (1950).
Stefan Melkowski opracował portret pisarza, wydany następnie w serii Portrety współczesnych pisarzy polskich pt. Wojciech Żukrowski (1985). W jednym z rozdziałów tej książki, zatytułowanym „Zmagania z doktryną”, pisze: 

Milczenie Żukrowskiego w latach 1948–1951, kiedy to na rynku czytelniczym nie pojawiła się żadna jego nowa książka, było reakcją pisarza na sytuację polityczną i literacką w kraju po 1948 roku.

Początek zimnej wojny mógł prowadzić w krótkim czasie do wojny gorącej. W Polsce okres ten nosi nazwę stalinizmu lub błędów i wypaczeń sprawowania władzy, w tym i w kulturze. Żukrowski w tym czasie wydał Mądre zioła i Córeczkę. Dwie książki bardzo różne od swego wcześniejszego pisarstwa, stanowiące próbę pogodzenia własnej filozofii życia z obowiązującą w tym czasie doktryną. Stefan Melkowski Mądre zioła ocenia jako „dziwną mieszankę”, o której pisze tak: „Rodem z prawdziwej prozy Żukrowskiego są tytułowe „mądre zioła”. Co one znaczą? Otóż tematem powieści jest działalność powołanego w tuż powojennym Wrocławiu Instytutu Badań nad Lekarskimi Surowcami Zielarskimi, zbudowanego od podstaw przez przybyłego z Wilna profesora Hrehorowicza, wielkiego uczonego, a jednocześnie wielkiego orędownika naturalnych leków roślinnych, który wierzy w ich wyższość nad sztucznymi lekami powstałymi na drodze syntezy chemicznej”. I dalej Melkowski: „Ale kwestia roślin ma jeszcze drugi wymiar. Jest ona jedną z pierwszych prób podjęcia w prozie Żukrowskiego spraw natury czy naturalności w kulturze ludzkiej. Rzecz ta pojawia się już w niektórych opowiadaniach z tomu Piórkiem flaminga. W Mądrych ziołach pisarska obsesja kultury jako wytworu natury rozrywa schemat produkcyjniaka. Sprawa ta będzie wracała jeszcze wielokrotnie, w różny zresztą sposób, w Córeczce, Okruchach weselnego tortu, Wędrówkach z moim Guru, Kamiennych tablicach, Zapachu psiej sierści. Pytanie, czy człowiek może się rozwijać, coraz bardziej oddalając przez technikę od Natury, a więc i od Boga, czy też powinien powtórnie zbliżyć się do niej dzięki przezwyciężaniu alienacji nauki i techniki – to najciekawszy, aczkolwiek niestety tylko uboczny wątek tej powieści”. Opinia Stefana Melkowskiego wskazuje, że i okres stalinowski w twórczości Wojciecha Żukrowskiego można oceniać inaczej niż przystało się sądzić o twórczości z tego okresu.

Stanisław Zieliński w swych Wycieczkach Balonem No 4, zamieszcza recenzję Kamiennych tablic, publikowaną w dwutygodniku „Nowe Książki” (1970). Pisze tam 

A według mnie ani to romans, ani polityka. Klucza do książki pamiętając o solidnym tytule, należy szukać w pozornie błahych epizodach rzuconych w tekst niby niedbale i z rozmachem. W Kamiennych tablicach, pod innym niebem, daleko od europejskiej szarej codzienności, sprawdzają się wszystkie wróżby. Jak w antycznej tragedii słyszymy zapowiedź klęsk, nieszczęść i interwencji bogów w stosownym momencie... Był Żukrowski wojenny, gawędziarski, dalekowschodni, frontowy i baśniowy. A ten jaki? Jeszcze bardziej współczesny, jeszcze bardziej śmiały. No, tak. Utarło się bowiem przekonanie, że współczesność wymaga odwagi, że to wir gigantyczny, co statki spycha z kursu i wieloryby kładzie na łopatki, nie mówiąc już o drobniejszych lokatorach morza. Mówimy współczesność, dopowiadamy – polityka. Dyskusja nad możliwościami i sposobami przeniesienia własnej odwagi na bohatera powieści wyniosłaby nas poza Kamienne tablice... Breza pojechał do Rzymu i przywiózł „Spiżową bramę”. Żukrowski z New Delhi pokazał nam Budapeszt 1956.

Włodzimierz Maciąg w Literaturze Polski Ludowej 1944–1964 (1973) pisze: 

Można by powiedzieć, że Żukrowski jest naturalistą, któremu zaszczepiono poczucie grzechu, jego świat jest bujny i piękny, ale zawiera w sobie zarodki grzechu, przed którym broni się człowiek swoim kodeksem moralnym. Litera tego kodeksu ulega na przestrzeni lat różnym zmianom, może tu wchodzić w grę zarówno obowiązek żołnierski, jak i czysto religijny, czy wreszcie ideowo-polityczny. Dowodzi to, że istotą pisarstwa Żukrowskiego nie jest moralistyka, moralistyka służy tylko uwzniośleniu uroków życia, które z natury swojej jest amoralne, a więc grzeszne.

Joanna Siedlecka w książce Obława. Losy pisarzy represjonowanych podaje, że Żukrowski zeznawał w sądzie na rzecz Melchiora Wańkowicza podczas nagonki na niego po jego powrocie z zagranicy. Pisał o nim w swym Alfabecie Kisiela Stefan Kisielewski. Wspomina go jego długoletni przyjaciel, ks. Jan Twardowski. Wojciech Żukrowski był pierwszym czytelnikiem i recenzentem jego wierszy. Znali się z lat 40., kiedy Jan Twardowski był jeszcze w seminarium. W biografii Jana Pawła II Tad Szulc wspomina przyjaźń Karola Wojtyły z Wojciechem Żukrowskim z okresu okupacji, kiedy to obaj byli w Krakowie, studiowali na tajnych kursach i pracowali w kamieniołomie na Solvayu. Wojciech Żukrowski był na ingresie Karola Wojtyły. Korespondowali ze sobą i spotykali się podczas wizyt papieża Jana Pawła II w Polsce.
Edward Gierek w swej Przerwanej dekadzie podał Żukrowskiego jako faktycznego autora książki Mieczysława Moczara Barwy walki. Sam Żukrowski zdecydowanie temu zaprzeczał, a sprawa znalazła swój epilog w sądzie. W trakcie czteroletniego procesu, Żukrowski stanowczo podtrzymał swoje stanowisko, zaprzeczając aby miał jakikolwiek udział w napisaniu powieści i potwierdzając jedynie ogólnie znany fakt swojego autorstwa scenariusza do ekranizacji Barw walki z 1964 roku. W lutym 1994 Sąd Wojewódzki w Warszawie orzekł, że Edward Gierek musi przeprosić Wojciecha Żukrowskiego za pomówienie. 

## Twórczość
- 1943 – Rdza
- 1944 – Bal w agreście
- 1946 – Porwanie w Tiutiurlistanie (dla dzieci; w 1976 książka została wpisana na Listę Honorową IBBY)
- 1946 – Z kraju milczenia (opowiadania)
- 1947 – Piórkiem flaminga czyli opowiadania przewrotne
- 1948 – Ręka ojca
- 1948 – Wiersze
- 1951 – Mądre zioła
- 1952 – Córeczka: (Opowiadania o dzieciach i zwierzętach)
- 1952 – Szabla Gabrysia
- 1952 – Słoneczne lato
- 1952 – Dni klęski
- 1953 – Poszukiwacze skarbów
- 1954 – W kamieniołomie i inne opowiadania
- 1954 – Dom bez ścian. Dziennik pobytu w Wietnamie
- 1955 – Ognisko w dżungli. Opowieści i baśnie z Wietnamu
- 1955 – Desant na Kamiennej Wyspie
- 1956 – Wybór opowiadań
- 1957 – Mój przyjaciel słoń
- 1957 – Kantata
- 1957 – Opowieści z dreszczykiem
- 1958 – Okruchy weselnego tortu
- 1960 – Wędrówki z moim Guru (reportaż podróżniczy)
- 1961 – Skąpani w ogniu
- 1961 – W królestwie miliona słoni (reportaż podróżniczy)
- 1964 – Nieśmiały narzeczony
- 1965 – Opowieści z Dalekiego Wschodu
- 1966 – Kamienne tablice
- 1967 – Szczęściarz (opowiadania)
- 1968 – Noce Ariadny
- 1969 – Lotna
- 1970 – Kamenne Desky, Odeon, Praga, tłumaczenie Helena Teigova
- 1970 – Kierunek Berlin
- 1972 – Wybór opowiadań
- 1973 – Karambole
- 1973 – W głębi zwierciadła. Gawędy o pisarzach i książkach
- 1976 – Plaża nad Styksem
- 1978 – Ostrożnie ze Złotym Lisem
- 1979 – Białe zaproszenie i inne opowiadania
- 1980 – Zapach psiej sierści (powieść)
- 1983 – Opowiadania z czasu wojny
- 1986 – Na tronie w Blabonie (dla dzieci)
- 1989 – Kamienny pies. Baśnie wietnamskie
- 1989 – Rozmowy o książkach
- 1992 – Kamennyje skriżali, miesięcznik Nieva nr 2,3,4 5 – 1992, tłumaczenie E. Nieviakin
- 1994 – Kamienne Tablice (Muza) – pierwsze wydanie bez ingerencji cenzury
- 1995 – Za kurtyną mroku. Zabawa w chowanego
- 2000 – Czarci tuzin
- 2002 – Zsyp ze śmietnika pamięci – wspomnienia, niedokończone
- 2007 – Porwanie w Tiutiurlistanie, audiobook mp3, EZbook, czyta i śpiewa Jerzy Trela
- 2010 – Porwanie w Tiutiurlistanie, ilustracje Paweł Kłudkiewicz, Wydawnictwo Babaryba
- 2012 – Kamienne Tablice, audiobook mp3, Agencja Artystyczna MTJ, czyta Roman Felczyński
- 2015 – Kamienne tablice, Bellona*Albatros, wznowienie
- 2015 – Porwanie w Tiutiurlistanie, audiobook mp3, Bellona, Mistrzowie sceny czytają perły literatury młodzieżowej i dziecięcej. Czyta Marian Opania
- 2016 – Stone Tablets, tłumaczenie Stephanie Kraft, Wydawca: Paul Dry Books, Philadelphia

## Filmografia
- scenariusze:
  - Lotna (1959)
  - Skąpani w ogniu (1963)
  - Barwy walki (1964)
  - Kierunek Berlin (1968)
  - Ostatnie dni (1969)
  - Zwycięstwo (1974)
  - Potop (1974)
  - Pan Wołodyjowski (1969, dialogi)
- filmy według powieści autora:
  - Zapach psiej sierści (1982)
  - Kamienne tablice (1984)
  - Porwanie w Tiutiurlistanie (1986)

## Ordery, odznaczenia i wyróżnienia
- Order Budowniczych Polski Ludowej (1976, przyznany na 60-lecie narodzin pisarza)
- Order Sztandaru Pracy I klasy (1964)[21]
- Order Sztandaru Pracy II klasy (11 lipca 1955)[22]
- Krzyż Oficerski Orderu Odrodzenia Polski (26 marca 1954)[23]
- Krzyż Kawalerski Orderu Odrodzenia Polski (22 lipca 1953)[24]
- Krzyż Walecznych (dwukrotnie)
- Medal „Za udział w wojnie obronnej 1939” (1981)[25]
- Medal 40-lecia Polski Ludowej (1984)[26]
- Medal 10-lecia Polski Ludowej (19 stycznia 1955)[27]
- Złoty Medal „Za zasługi dla obronności kraju” (1974)[28]
- Brązowy Medal „Za zasługi dla obronności kraju” (1966)[29]
- Odznaka tytułu honorowego „Zasłużony dla Kultury Narodowej” (1986)[30]
- Order Uśmiechu (1974, nr legitymacji 110)
- Złota Odznaka Trybuny Robotniczej (1973)[31]
- Dyplom uznania MSZ za wybitne osiągnięcia w propagowaniu polskiej kultury za granicą w 1972 (1973)[32]
- Tytuł „Zasłużony Działacz Towarzystwa Przyjaźni Polsko-Radzieckiej” (1987)[33]
- Medal „Za zasługi w rozwoju współpracy kulturalnej między Polską a Związkiem Radzieckim” (przyznany przez ZG TPPR, 1974)[34]
- Order Pracy I klasy (Wietnam, 1958)[35]
- Order Przyjaźni Narodów (ZSRR, 1987)[36]
- Medal jubileuszowy „Czterdziestolecia zwycięstwa w Wielkiej Wojnie Ojczyźnianej 1941–1945” (ZSRR, 1985)[37]
- Złoty Medal „Za zasługi w rozwoju przyjaźni i współpracy z Czechosłowacją” (Czechosłowacja, 1986)[38]
- Medal „20-lecia Światowej Rady Pokoju” (1969)[39]
- Dyplom honorowy Związku Pisarzy ZSRR (1976)[40]

## Nagrody
- 1953 – nagroda państwowa III stopnia za powieść Dni klęski
- 1954 – nagroda miasta Wrocławia
- 1955 – nagroda literacka im. W. Pietrzaka za Dom bez ścian
- 1961 – nagroda literacka II stopnia Ministra Obrony Narodowej za Skąpani w ogniu
- nagroda Ministra Kultury i Sztuki II stopnia za Skąpani w ogniu
- 1965 – nagroda zespołowa I stopnia Ministra Kultury i Sztuki za scenariusze filmowe
- 1967 – nagroda literacka im. W. Pietrzaka za powieść Kamienne tablice
- 1969 – nagroda I stopnia Ministra Kultury i Sztuki
- 1969 – honorowe członkostwo nadane w Polish Students’ Association, Chicago Illinois
- 1974 – laureat plebiscytu czytelniczego „Moje książki 30-lecia” za Kamienne tablice
- 1976 – nagroda miasta Warszawy
- 1976 – wpisanie Porwania w Tiutiurlistanie na listę Hansa Christiana Andersena – światową listę najlepszych książek dla dzieci
- 1976 – Złoty Kurier I miejsce w plebiscycie Kuriera Polskiego za Plaża nad Styksem
- 1977 – Nagroda Prezesa Rady Ministrów za twórczość dla dzieci i młodzieży
- 1978 – Odznaka Nagrody Państwowej I stopnia za całokształt twórczości
- 1987 – Nagroda im. Ludwika Waryńskiego za cykl zatytułowany Opowiadania, powieści, eseje, a w nim ostatnią powieść Plaża nad Styksem (Książka i Wiedza, 1987)[41]
- 1988 – nagroda specjalna Ministra Obrony Narodowej za całokształt twórczości
- 1996 – Nagroda Literacka im. Władysława Reymonta za twórczość całego życia (nagroda przyznawana przez Związek Rzemiosła Polskiego)